# 劉福姚
劉福姚（?—?），原名福尧，字伯崇，号守勤，一号忍庵。祖籍江西廬陵，寄籍廣西臨桂。光緒十八年壬辰科殿試金榜狀元。著有《庚子秋词》集。

## 生平
光绪八年（1882年）中举。光绪十五年（1889年）任內閣中書。光绪十八年（1892年）殿試位列第一甲第一名（状元）。授翰林院修撰，充翰林院侍讲。其子过继给钟姓好友，其子改姓钟，任民国国会议员。其孙辈后来多位从事教育行业。例如钟善基

## 思想
思想倾向于维新变法。

## 著作
著有《庚子秋词》集。